# Reformierte Kirche S-chanf

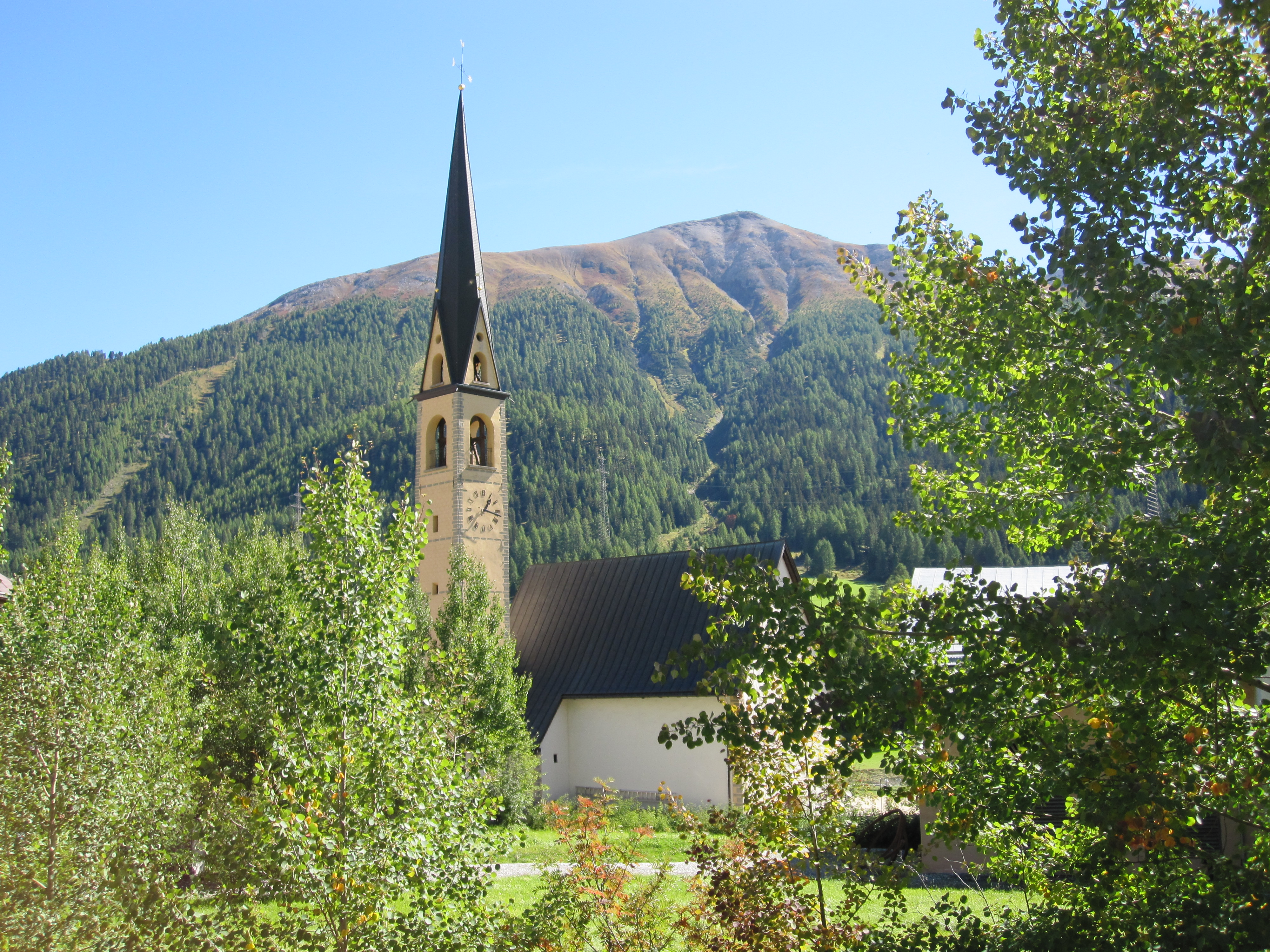
Kirche S-chanf

Die reformierte Kirche in S-chanf im Oberengadin ist ein evangelisch-reformiertes Gotteshaus unter dem Denkmalschutz des Kantons Graubünden. Letztmals restauriert wurde das Gebäude 1989.

## Geschichte und Ausstattung
Ersturkundlich bezeugt ist eine Kirche am heutigen Ort bereits 1450. Noch in vorreformatorischer Zeit kam es 1493 zu einem Neubau im Stil der Spätgotik, bei dem auch der das Dorfbild prägende und im Norden an die Fassade anschliessende Turm aufgestockt wurde. Dessen Spitzhelm datiert erst auf das Jahr 1890.
Das Kircheninnere zeichnet sich durch ein feingliedriges Sterngewölbe und ein Wandtabernakel von 1493 im Chor aus. Die neugotisch eingefasste Orgel wurde 1904 durch Jakob Metzler (Felsberg) eingebaut. Die Restaurierung erfolgte 1992 durch Orgelbau Felsberg, 2022 ist eine erneute Revision geplant.
Im Kirchturm hängen drei Glocken gegossen 1923/24 von der Glockengiesserei Egger in Staad (SG). Die früheren Glocken waren von Franz Theus Felsberg (1839), vom August 1694 (Auftraggeber Gg. und Andreas Perini – ohne Hinweis auf den Giesser) und eine dritte Glocke mit unleserlichen Hinweisen.
An der Friedhofsmauer befinden sich zahlreiche Epitaphe bedeutender S-chanfer Geschlechter seit der Reformationszeit.

## Kirchliche Organisation
S-chanf löste sich 1518 von der Mutterpfarrei Zuoz. S-chanf trat 1561 unter Philipp Gallicius und Ulrich Campell zum evangelischen Glauben über. Seit 2017 gehört S-chanf zur Evangelisch-reformierten Kirchgemeinde Oberengadin (romanisch: Baselgia evangelica-refurmeda Engiadin'Ota), umgangssprachlich Refurmo genannt.

## Galerie

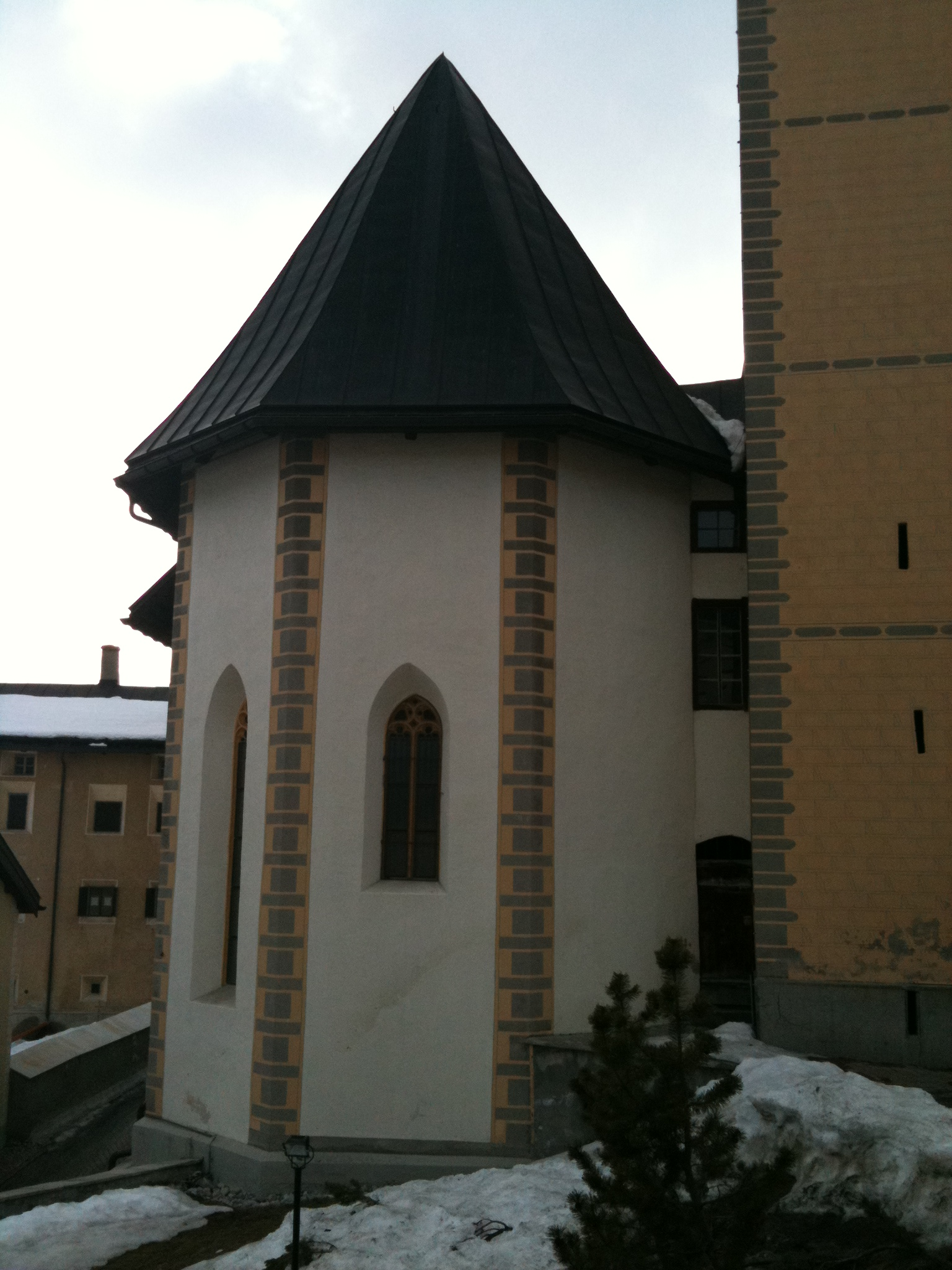
Aussenansicht des Chores
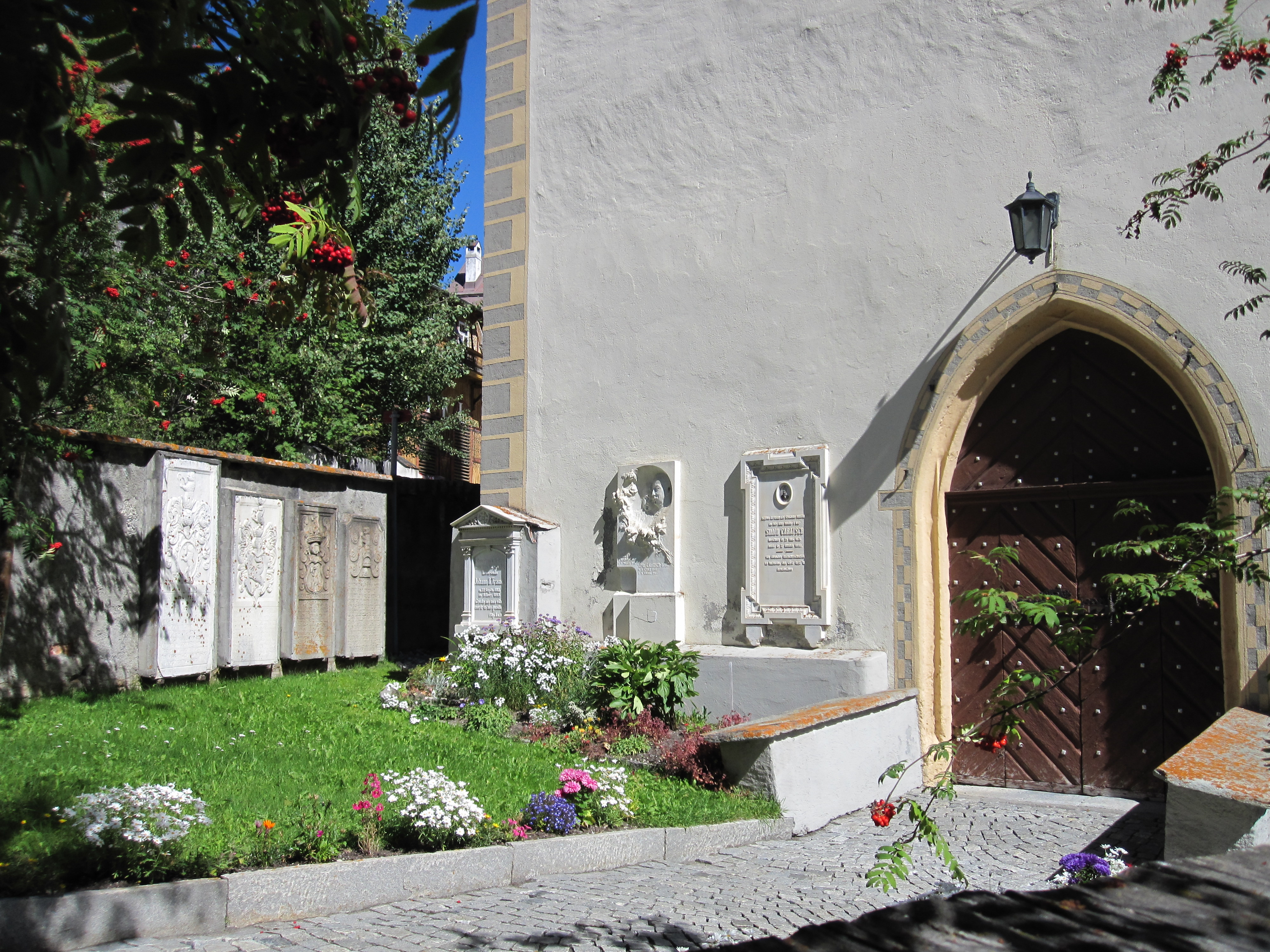
Portal und Epitaphe vor der Kirche